# 丘野かおり
丘野 かおり（おかの かおり、1955年5月16日 - ）は、日本の元子役、女優。本名および旧芸名は、山田 圭子（やまだ けいこ）。
東京都出身。山崎学園富士見高等学校中退。

## 人物
兄弟がいないため、小学2年時にわがままに育ってはいけないという両親の意向で、東映児童演劇研修所に入所。
1966年、テレビドラマ『丸出だめ夫』でデビュー。本名の山田圭子名義で『仮面ライダー』などのテレビドラマに出演。
1974年に「丘野かおり」に改名し、『ウルトラマンレオ』（TBS）にレギュラー出演。『仮面ライダー』や『ミラーマン』などの特撮テレビドラマでは悲劇的な役柄が多く、『レオ』出演時の紹介記事では「これまで影のある役柄が多かったので、今回のような明るい役はうれしいです。本来は明るい性格なので、地が出せたらいいと思ってます」と述べている。同時期、中田喜子、小林由枝らとともにTBSが自局のドラマに出演する新人を売り出す「グリーン・グループ」の第4期生に選ばれた。
1975年以降の芸能界活動は確認されておらず、真夏竜も2014年7月25日のブログで、その後の丘野の消息は分からないと語っている。
特技は、歌唱、ピアノ。趣味は料理、洋裁。当時のプロフィールでは玄米や野菜などの自然食品を好んでいると紹介されている。

## 出演

### テレビドラマ
- 丸出だめ夫（1966年、NTV）
- 新藤兼人劇場 / 誘惑（1970年、12ch）
- ハレンチ学園（1970年、12ch）
- 鬼平犯科帳 第46話「しかえし」（1970年、NET / 東宝） - くめ
- プレイガール（12ch）
  - 第117話「ギャング、父ありき」（1971年）
  - 第138話「魚は陸（おか）で女は海で釣れ」（1971年） - 道子
  - 第249話「女の体は非常ベル」（1974年）
  - 第257話「女が男を寝かすとき」（1974年） - 光代
- キイハンター 第217話「100万ドル奪回大捜査網」（1972年、TBS）
- 変身忍者 嵐 第21話「恐怖怪談 吸血鬼！ドラキュラ日本上陸!!」（1972年、MBS） - 町娘
- ミラーマン 第46話「死都に愛の鐘が鳴る」（1972年、CX） - 丘野リサ
- ウルトラシリーズ（TBS）
  - ウルトラマンA 第34話「海の虹に超獣が踊る」（1972年） - 浜波子
  - ウルトラマンタロウ 第37話「怪獣よ 故郷へ帰れ!」（1973年） - めぐみ
  - ウルトラマンレオ 第1話「セブンが死ぬ時! 東京は沈没する!」 - 第40話「恐怖の円盤生物シリーズ! MAC全滅! 円盤は生物だった!」（1974年 - 1975年） - 山口百子
- 仮面ライダーシリーズ（MBS）
  - 仮面ライダー 第84話「危うしライダー! イソギンジャガーの地獄罠」（1972年） - 桂木マキ
  - 仮面ライダーV3 第23話「恐怖! 墓場から来た吸血男」（1973年） -  黒田幸子
- 快傑ライオン丸 第39話「怪人キチク 悪の念佛」（1972年） - 村の娘
- どっこい大作 第5話「自分の足で歩け!!」（1973年、NET） - 山川和子
- 刑事くん 第2部 第12話「乙女の祈り」（1973年、TBS）
- 愛すれど愛は悲し（1973年、CX）
- 鉄人タイガーセブン 第5話「戦慄！へび原人!」（1973年、CX） - 亜矢子
- ご存知遠山の金さん 第5話「鬼女の涙」（1973年、NET）
- イナズマン 第20話「星円盤を追え！ライジンゴー!!」（1974年、NET） - 悠子
- 夜明けの刑事 第13話「サンタの乗っ取ったバス」（1974年、TBS）
- 闘え!ドラゴン 第12話「シャドウ 死の案内状」（1974年、12ch）- 由里
- 銭形平次 第463話「燃える浮世絵」（1975年、CX） - 琴江
- ザ★ゴリラ7　第14話「黄金の腕を持つ男」（1975年、NET） - 芹沢ヒロミ

### 映画
- たぬき坊主（1970年、東映）- 妻姫子
- 懲役太郎 まむしの兄弟（1971年、東映）- 野島ゆき
- 海軍横須賀刑務所（1973年、東映）- 西山秋子